# Исаковка (Акмолинская область)
Иса́ковка (каз. Исаковка) — село в Зерендинском районе Акмолинской области Казахстана. Административный центр Исаковского сельского округа. Код КАТО — 115663100.

## География
Село расположено на юге района, в 35 км на юго-восток от центра района села Зеренда.

### Улицы[2]
- ул. Бейбитшилик,
- ул. Достык,
- ул. Жана,
- ул. Женис,
- ул. Мектеп.

### Ближайшие населённые пункты
- село Уялы в 5 км на юго-востоке,
- село Костромаровка в 6 км на северо-западе,
- село Веденовка в 10 км на востоке,
- село Преображенка в 16 км на западе.

## Население
В 1989 году население села составляло 798 человек (из них русских 51%, казахов 26%).
В 1999 году население села составляло 889 человек (454 мужчины и 435 женщин). По данным переписи 2009 года, в селе проживало 610 человек (320 мужчин и 290 женщин).
| Численность населения | Численность населения | Численность населения |
| 1989                  | 1999                  | 2009                  |
| --------------------- | --------------------- | --------------------- |
| 798                   | ↗889                  | ↘610                  |